# Bohumila Klimšová
Bohumila Klimšová (7. prosince 1851 Polička – 15. března 1917 Nový Hradec Králové) byla česká spisovatelka a překladatelka z francouzštiny a němčiny.

## Život
Pocházela z lepší rodiny (otec byl vážený měšťan a radní), vyučila se učitelkou pro ruční práce a tím se také posléze živila. Patřičné zkoušky z učení ženských ručních prací pro obecné a měšťanské školy složila v roce 1874, od následujícího roku začala učit v Praze. V téže době začala i s překládáním.

## Dílo
- Původní bajky (1891)
- Veršované pohádky (1890)
- V říši kouzel (1900)
- Z ráje (1889)